# Kislippa
Kislippa (korábban Lippa, szlovénül: Lipa) falu Szlovéniában, a Muravidéken. Közigazgatásilag Belatinchez tartozik.

## Fekvése
Muraszombattól 12 km-re délkeletre, Belatinctől 3 km-re keletre a Mura völgyében fekszik.

## Története
A település első írásos említése 1381-ből való "Lyppa" néven, ekkor Nemti (ma Lenti) várának része volt. 1411-ben "Lippa", 1428-ban szintén "Lippa" alakban szerepel a korabeli forrásokban.
A 15-17. században a belatinci uradalom része volt, s a Bánffy család birtokolta. A Bánffyakat követték a Csákyak, akik alig egy évszázadig voltak a falu birtokosai, végül a 19. században a Gyika család kezében volt az uradalom.
Vályi András szerint " LIPA. Tót falu Szala Várm. földes Ura G. Csáky Uraság, lakosai katolikusok, fekszik a’ Belatinczi Uradalomban, határja a’ természetnek szép javaival meg ajándékoztatott."
Fényes Elek szerint " Lippa, vindus-tót falu, Zala vármegyében, 448 kath. lak. F. u. Gyika. Ut. posta A. Lendva."
Az 1910. évi népszámlálás szerint 839, túlnyomórészt szlovén lakosa volt. Zala vármegye Alsólendvai járásához tartozott. 1920-ban a trianoni békeszerződés értelmében a Szerb–Horvát–Szlovén Királyság kapta meg. 1941-ben ismét magyar fennhatóság alá került, 1945-ben Jugoszlávia visszakapta. 1991 óta a független Szlovénia része. 2002-ben 633 lakosa volt.